# Il sogno della moglie del pescatore
Il sogno della moglie del pescatore è il titolo con cui è nota in Occidente una xilografia in stile ukiyo-e, realizzata dall'artista giapponese Hokusai, conosciuta in patria come Tako to ama  (蛸と海女?), ossia, in giapponese: "I polpi e la ama". La xilografia è inclusa all'interno dell'opera Kinoe no Komatsu (in giapponese: "I Giovani Pini"), costituita da tre volumi di shunga, ossia di stampe erotiche, e pubblicata per la prima volta nel 1814, ed è diventata lo shunga più famoso di tutti quelli realizzati da Hokusai. Giocando con molti temi propri dell'arte giapponese popolare, l'artista ha ritratto una giovane ama, ossia una pescatrice subacquea (soprattutto di perle), intenta in un rapporto sessuale con due polpi.

## Storia e descrizione
Pubblicata per la prima volta nel 1814 all'interno della raccolta di shunga Kinoe no Komatsu, Il sogno della moglie del pescatore mostra una donna, con ogni evidenza una pescatrice di conchiglie, avviluppata fra i tentacoli di due polpi.

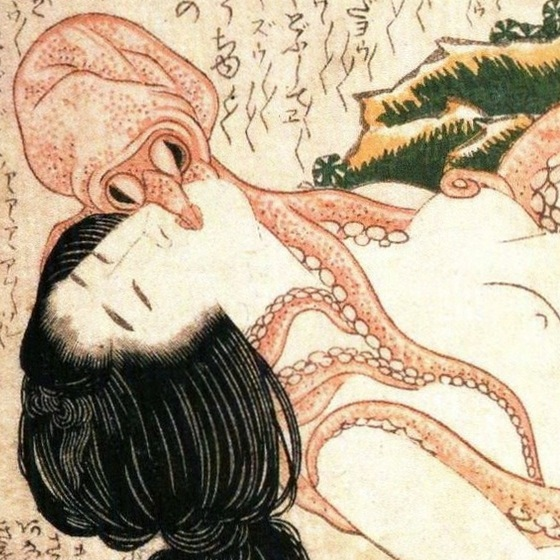
Un dettaglio del polpo più piccolo

 In particolare, il più grande dei due molluschi è intento a praticare un cunnilingus alla donna (il cui organo genitale, come accade sempre negli shunga è sproporzionatamente grande), mentre il più piccolo, figlio del primo, assiste al tutto infilando il becco nella bocca della donna e avvolgendole il capezzolo sinistro. Nel testo sovrastante la scena, la donna e le due creature esprimono il mutuo piacere sessuale derivante dal rapporto.
Tutti i disegni contenuti in Kinoe no Komatsu sono in realtà privi di titolo, tuttavia questo disegno, che misura 16,51 cm × 22,23 cm, è generalmente conosciuto in giapponese come Tako to ama, traducibile in italiano come I polpi e la ama o I polpi e la pescatrice di conchiglie.
Di seguito il testo soprastante all'immagine e la traduzione:
いつぞハいつぞハとねらいすましてゐたかいがあつて、けふといふけふ、とうとうとらまへたア。てもむつくりとしたいいぼぼだ。いもよりハなをこうぶつだ。サアサア、すつてすつてすいつくして、たんのふさせてから、いつそりうぐうへつれていつてかこつておこうか。 
海女：
アレにくいたこだのう。エエ、いつそ、アレアレ、おくのこつぼのくちをすハれるので、いきがはずんで、アエエモイツク、いぼで、エエウウ、いぼで、アウアウ、そらわれをいろいろと、アレアレ、こりやどうするのだ。ヨウヨウアレアレ、いい、いい。いままでわたしをば人が、アアフフウアアフウ、たこだたこだといったがの、もうもうどふして、どふして、エエ、この、ずずず… 
大蛸：
ぐちやぐちやズウズウ、なんと八ほんのあしのからミあんばいハどうだどうだ。あれあれ、なかがふくれあがつて、ゆのやうないんすいぬらぬらどくどく 
海女：
アアモウくすぐつたくなつて、ぞろぞろとこしにおぼへがなくなつて、きりもさかひもなく、のそのそといきつづけだな。アア、アアいいヨいいヨ 
小蛸：
おやかたがしまふと、またおれがこのいぼでさねがしらからけもとのあなまでこすつてこすつてきをやらせたうへですいだしてやるにヨオウオウ»
Ama: Odioso polpo! Il tuo succhiare alla bocca del mio grembo mi fa perdere il respiro! Aah! sì… è…là!!! Con la ventosa, la ventosa!! Dentro, gira, gira, oooh! Oooh, bene, oooh bene! Là, Là! Lààààà! Beeeene! Whew! Aah! Bene, bene, aaaaaaaaaah! Non ancora! Fino ad oggi ero io che gli uomini chiamavano polpo! Un polpo! Ooh! Whew! Quanto sei abile…!? Ooh! “yoyoyooh, saa… hicha hicha gucha gucha, yuchyuu chyu guzu guzu suu suuu….” 
Polpo grande: Tutti e otto i tentacoli con cui intrecciare!! Quanto ti piace in questo modo? Ah, guarda! L'interno si è gonfiato, inumidito dalle calde acque della lussuria. “Nura nura doku doku doku…” 
Ama: Sì, adesso pizzica; presto non ci sarà più alcuna sensazione nei miei fianchi. Ooooooh! Confini e confini spariti! Io sono scomparsa….!!!!!!
Polpo piccolo: Dopo che papà avrà finito, anch'io voglio strofinare e strofinare le mie ventose sulla cresta del tuo posto peloso finché non scompari e poi succhierò ancora un po'. “chyu chyu..”»
(James Heaton e Toyoshima Mizuho, Erotic Expression in Shunga)

## Interpretazioni

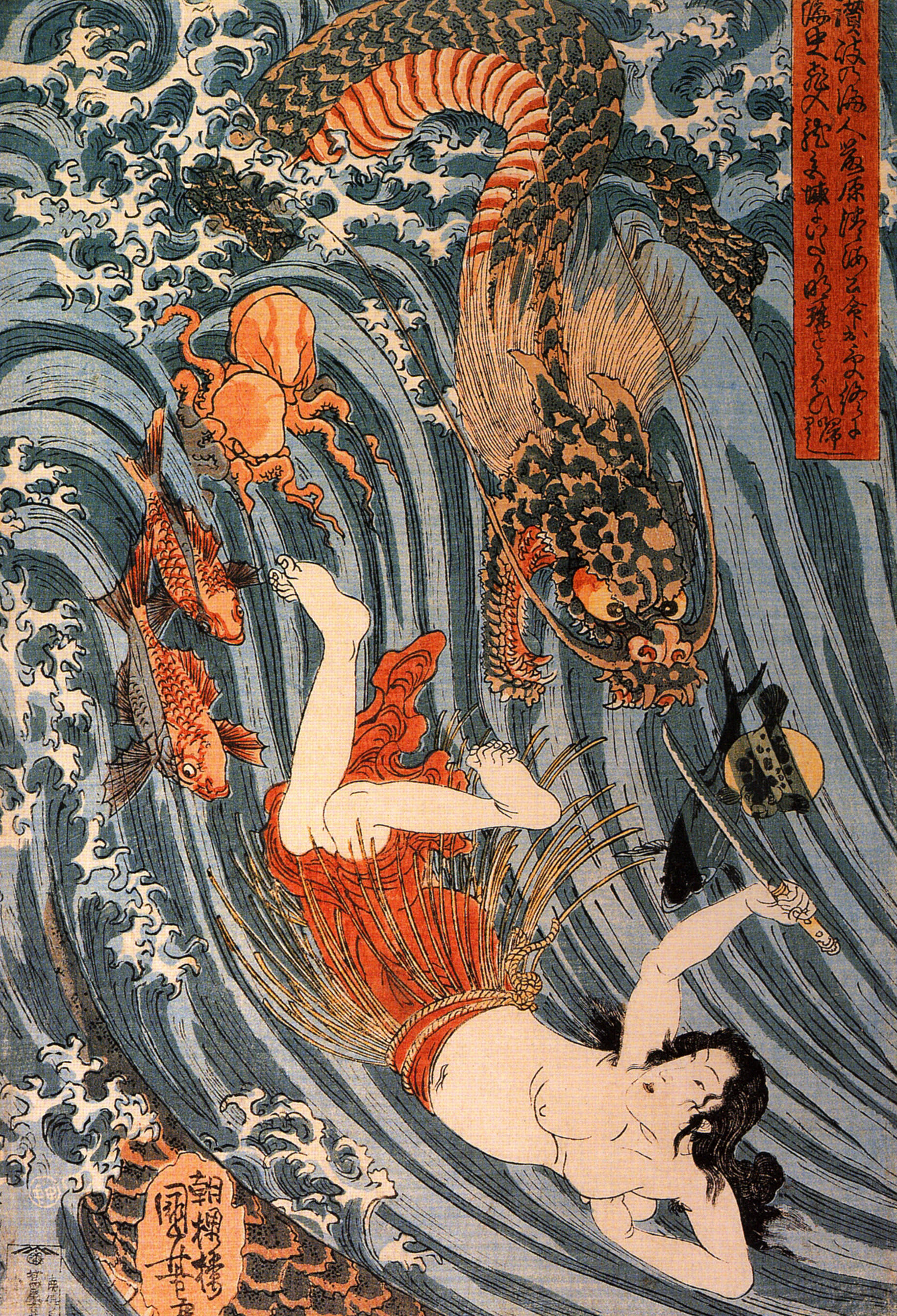
Una xilografia di Utagawa Kuniyoshi raffigurante la fuga di Tamatori da Ryūjin e dalle sue creature marine

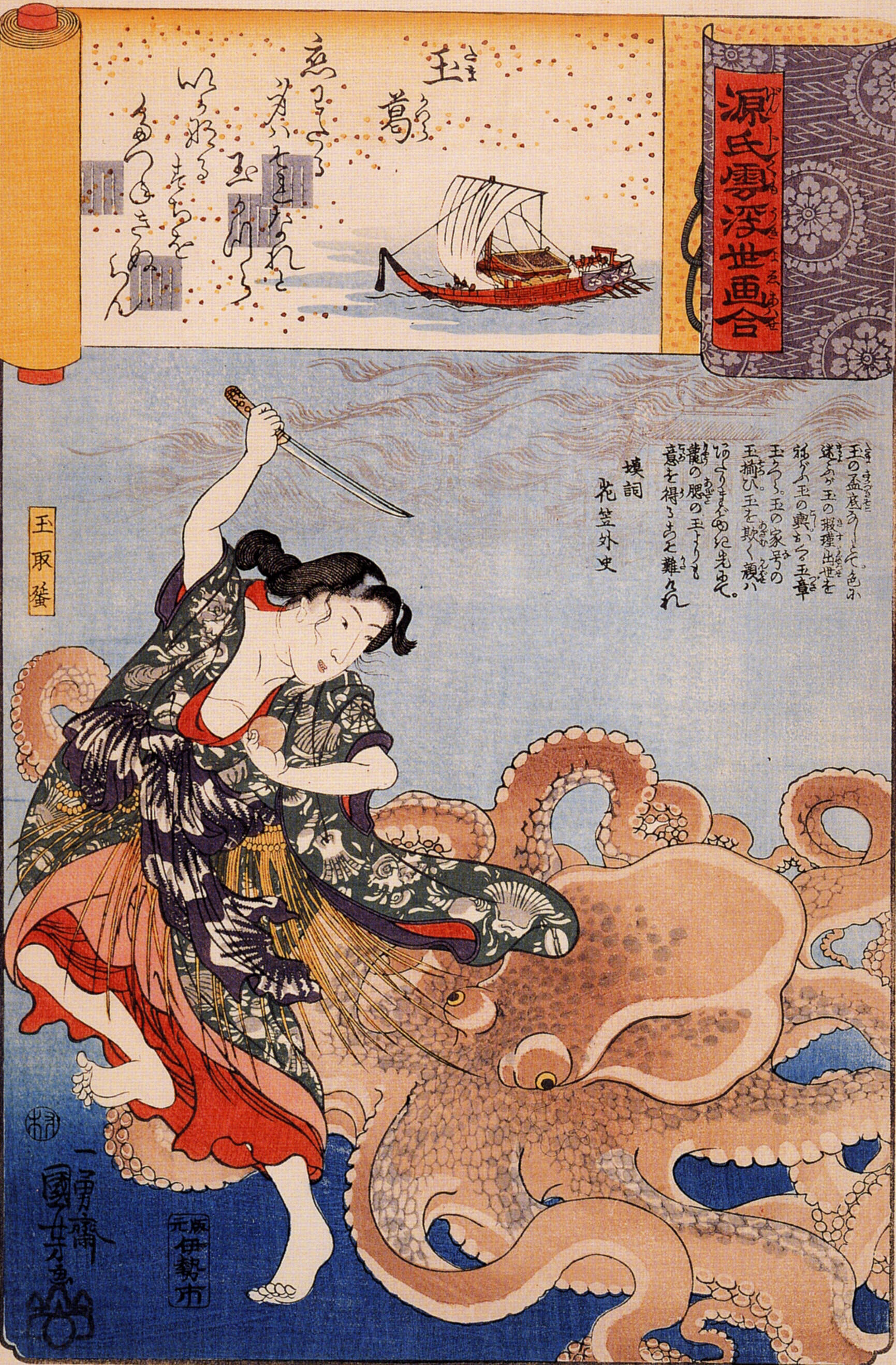
Una xilografia di Kuniyoshi raffigurante Tamatori mentre lotta con un polpo

Secondo la studiosa Danielle Talerico l'immagine vuole richiamare alla mente dei contemporanei la storia della principessa Tamatori, assai popolare nel periodo Edo. In questa storia, facente parte delle leggende sui gioielli delle maree del dio del mare, Tamatori è una modesta pescatrice di conchiglie che sposa Fujiwara no Fuhito, del clan Fujiwara, il quale sta cercando una perla rubata alla sua famiglia da Ryūjin, il dio del mare dall'aspetto di dragone marino. Avendo giurato di aiutare il marito, Tamatori si immerge fino a raggiungere il palazzo sottomarino chiamato Ryūgū-jō, dimora di Ryūjin, dove riesce a recuperare la perla ma viene scoperta e inseguita dal dio e dal suo esercito di creature marine, inclusi i polpi. Per poter nuotare più veloce e riuscire a scappare, Tamatori si apre il petto e vi nasconde dentro il gioiello, morendo infine per le ferite poco dopo aver raggiunto la superficie.
La storia di Tamatori è sempre stata un soggetto molto popolare dell'arte ukiyo-e, ispirando molti artisti, tra cui ad esempio Utagawa Kuniyoshi, che ha realizzato diverse opere basate sulla storia della principessa includendo spesso dei polpi tra le creature da cui la donna, talvolta rappresentata a seno nudo, deve fuggire. Nel testo al di sopra dell'immagine di Hokusai, il polpo grande dice, tra le altre cose, che porterà la ragazza nel palazzo sottomarino di Ryūjin, rafforzando quindi la connessione tra l'opera e la leggenda della principessa Tamatori. Il sogno della moglie del pescatore non è peraltro l'unica opera del periodo Edo che ritragga relazioni erotiche tra donne e polpi. Yanagawa Shigenobu, un artista contemporaneo di Hokusai, ha infatti realizzato un'opera molto simile a quella di Hokusai, in cui una donna riceve un cunnilingus da un polpo, includendola nella sua raccolta Suetsumuhana del 1830, e anche alcuni netsuke antecedenti al periodo Edo raffiguravano cefalopodi intenti ad accarezzare donne nude. Il motivo di una tale passione per i tentacoli da parte degli autori shunga è da ricercarsi nel fatto che lo shogunato Tokugawa, l'ultimo governo feudale del Giappone, censurò parzialmente l'arte erotica, e quindi gli autori utilizzarono l'espediente delle creature marine e dei tentacoli per alludere agli uomini e ai loro falli, aggirando in parte la censura. 
I due polpi sono utilizzati da Hokusai per affrontare diverse perversioni all'interno della sua opera, di cui alcune hanno per protagonista il polpo più piccolo e più giovane: la prima è quella del rapporto a tre, in cui il polpo più giovane appare anche in una certa misura impaziente di sostituirsi al padre, un'altra è quella della folta peluria, particolarmente gradita proprio al polpo più giovane, e infine un'ultima è rappresentata dal tentacolo costrittivo che, stritolando il capezzolo sinistro della donna, fa sì che il dolore fisico si confonda con quello sessuale e lo amplifichi.
Talerico fa inoltre notare come i primi critici Occidentali dell'opera, come Edmond de Goncourt e Jack Hillier, avessero inteso la scena come la rappresentazione di uno stupro. Secondo la studiosa, ciò fu dovuto al fatto che tali critici avevano visto Il sogno della moglie del pescatore separatamente dal resto della raccolta Kinoe no Komatsu e peraltro senza capirne i riferimenti testuali e visivi, quindi, di fatto, al di fuori del proprio contesto. Tuttavia, questa affermazione cozza quantomeno con il fatto che Goncourt conoscesse il contesto originale dell'opera, avendolo egli stesso descritto in un passaggio di una sua monografia su Hokusai.
Un altro esempio è quello del critico francese Joris-Karl Huysmans, che nel 1889 scrisse:
una donna giapponese rapita da un polipo; con i suoi tentacoli l’orribile
mostro le succhia i capezzoli e le fruga in bocca, mentre la testa beve dalle
zone più basse. L’espressione quasi sovraumana di tormento e di dolore che
sconvolge la lunga forma aggraziata dal naso aquilino e la gioia isterica che
allo stesso tempo scaturisce dalla fronte sono del tutto ammirevoli»
In definitiva, secondo Chris Uhlenbeck e Margarita Winkel, "Questa stampa è una chiara testimonianza di come la nostra interpretazione di un'immagine possa essere distorta se vediamo l'immagine isolata e senza comprenderne il testo."

## Influenza
L'immagine è spesso citata tra gli antesignani dello stupro tentacolare, un concetto presente sia in hentai horror che in film a sfondo horror/pornografico, divenuto comune nell'animazione e nella fumettistica giapponese alla fine del XX secolo, grazie ad autori come Toshio Maeda. Diversamente da quanto rappresentato nell'opera di Hokusai, però, le immagini moderne rappresentano rapporti sessuali tra donne e animali tentacolati che appaiono solitamente forzati e non consensuali e con un muto scambio di piacere. Proprio in virtù di quest'ultimo aspetto, lo psicologo e critico Jerry S. Piven si è dichiarato scettico circa l'accostamento tra la giocosa scena dipinta da Hokusai e le scene violente presenti nei media moderni, affermando che queste ultime sarebbero piuttosto il prodotto del tumulto sperimentato dalla società giapponese a seguito della seconda guerra mondiale, il quale a sua volta rifletteva l'esistenza di sottostanti correnti di traumi culturali. Di parere opposto è invece Holger Briel, studioso di comunicazione e media, il quale, citando l'opera di Hokusai come uno tra i primi esemplari di quella che sarebbe diventata una tradizione, riguardo alle violente rappresentazioni moderne sostiene che "certe immagini possono comparire solamente in una società che ha già una predilezione per i mostri ed è solita interagire con gli ottopodi".
L'opera ha comunque influenzato non solo altri artisti giapponesi, ma anche Occidentali, tra cui si possono ricordare Félicien Rops, Auguste Rodin, Louis Aucoc, Fernand Khnopff e Pablo Picasso. Nel 1903, quest'ultimo disegnò anche una propria versione privata de Il sogno della moglie del pescatore che intitolò Dona i Pop (in catalano: "La donna e il polpo") e che nel 2009 fu poi anche esposta al Museo Picasso di Barcellona all'interno della mostra intitolata Secret Images, la quale includeva altri 26 tra disegni e sculture di Picasso posti accanto all'opera originale di Hokusai e ad altre 16 stampe giapponesi, al fine di evidenziare l'influenza dell'arte giapponese del XIX secolo sull'opera del pittore spagnolo. Quasi trent'anni dopo i lavori di Picasso risentiranno ancora dell'influenza dell'opera di Hokusai, ne è un esempio il dipinto Reclining Nude del 1932, in cui la donna che prova piacere è allo stesso tempo anche il polpo, ed è quindi capace di dare piacere a sé stessa. Nel 2003, il pittore australiano David Laity, ha presentato un'opera derivata dalla xilografia di Hokusai e intitolata The Dream of the Fisherman's Wife, innescando anche una piccola polemica riguardo all'oscenità del disegno dopo la sua esposizione alla galleria d'arte di Melbourne; sollecitata da alcuni cittadini, la polizia aprì un'indagine il cui risultato fu però che l'opera non infrangeva alcuna legge anti-pornografia della città. La stampa di Hokusai ha avuto grande influenza anche su Masami Teraoka, odierno artista nippo-americano, il quale ha creato tutta una serie di immagini raffiguranti donne (tra cui c'è anche il personaggio ricorrente della cercatrice di perle) che si intrattengono in rapporti sessuali con cefalopodi come simbolo di potere sessuale femminile.
La cosiddetta "aria della piovra" Un dì, ero piccina dell'opera Iris di Pietro Mascagni, che il compositore creò nel 1898, con libretto di Luigi Illica, potrebbe essere stata ispirata dalla stampa di Hokusai. Il personaggio principale, Iris, descrive infatti una scena, che aveva visto in un tempio Buddista quando era bambina, raffigurante un polpo che avvolgeva i suoi tentacoli attorno a una giovane donna sorridente, uccidendola. Iris ricorda anche che un bonzo le aveva spiegato: "Quella piovra è il piacere...quella piovra è la morte!".
La xilografia sembra essere stata fonte d'ispirazione per il film cult Possession (1981) di Andrzej Żuławski, nel corso del quale, in una delle scene più forti, la protagonista Anna (Isabelle Adjani) è ritratta in un amplesso con la mostruosa creatura tentacolare a cui ha dato vita.